# João Bernardo Vieira
João Bernardo “Nino” Vieira (Bisáu, 27 de abril de 1939 - Guinea-Bisáu,  2 de marzo de 2009) fue un político bisauguineano que ocupó la presidencia de Guinea-Bisáu desde 1980 hasta 1999, excepto por un período de tres días en mayo de 1984, y desde 2005 hasta su asesinato en 2009. También fue primer ministro de su país entre 1978 y 1980.
Después de arrebatar el poder al presidente Luís Cabral en un golpe de Estado en 1980, Vieira gobernó como parte del Consejo Militar de la Revolución hasta 1984, cuando se restableció el gobierno civil. En 1991 se permitieron los partidos de oposición, y Vieira ganó una elección presidencial multipartidista en 1994. Fue derrocado al final de la guerra civil de 1998-1999 y se exilió. Regresó a la política en 2005, ganando las elecciones presidenciales de ese año.
Vieira fue asesinado por soldados el 2 de marzo de 2009, aparentemente en represalia por la explosión de una bomba que mató al jefe militar de Guinea-Bissau, el general Batista Tagme Na Wai, horas antes. El ejército negó oficialmente estas acusaciones después de que oficiales del ejército no identificados afirmaran la responsabilidad de Vieira por la muerte de Na-Waie.

## Biografía

### Carrera
Electricista de formación, Vieira estaba afiliado al Partido Africano para la Independencia de Guinea y Cabo Verde (PAIGC), de Amílcar Cabral, en 1960 y se convirtió rápidamente en un elemento clave de la guerra de guerrillas del país contra el régimen portugués.

## Primera presidencia (1984-1999)
El 14 de noviembre de 1980, Vieira derrocó al gobierno de Luís Cabral en Cabo Verde, llevando al poder al Partido Africano por la Independencia de Guinea y Cabo Verde (PAIGC), partido de Vieira. La constitución fue suspendida y fue instalado un consejo militar de nueve miembros (presidido por el mismo Vieira). Desde entonces, el país se orientó hacia una economía liberal. Los recortes presupuestarios se hicieron a costa del sector social y de la educación.

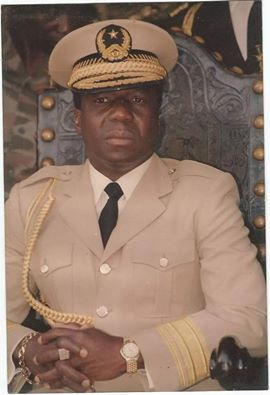
Vieira como Dictador Militar del PAIGC (años 80)

En junio de 1986 seis políticos fueron ejecutados por fusilamiento tras un fallido golpe de Estado contra Vieira.
En febrero de 1993 el régimen de Vieira abolió la pena de muerte en el país. 
En 1994 fueron celebradas las elecciones presidenciales, en las que Viera recibió el 46,20% de los votos contra otros siete candidatos. Vieira quedó primero, pero no logró la cantidad mínima para poder ganar las elecciones. La segunda vuelta se celebró el 3 de agosto de dicho año. Vieira ganó en la segunda vuelta con un 52,02% de los votos contra los 47,98% de Kumba Yalá. Vieira juró como primer presidente democrático de Guinea-Bisáu el 29 de septiembre de 1994.
El descontento con su régimen marcó el inicio de la Guerra Civil Bisaoguineana y el 7 de mayo de 1999, Vieira fue derrocado. Buscó refugio en la embajada portuguesa y luego se exilió en Portugal.

## Segunda presidencia (2005-2009)
Después de que el presidente Kumba Yalá fuera derrocado en un golpe militar en septiembre de 2003 por el general Veríssimo Correia Seabra, Vieira regresó a la capital Bissau desde Portugal el 7 de abril de 2005. Al descender al principal estadio de fútbol de la ciudad, fue recibido por más de 5.000 simpatizantes. Aunque los partidarios de Vieira habían recogido 30.000 firmas para una petición que lo instaba a postularse para la presidencia, no confirmó de inmediato su intención de hacerlo, diciendo que regresaría "para restablecer sus derechos cívicos y registrarse para votar en el próximas elecciones "y que quería contribuir a la paz y la estabilidad. También dijo que había perdonado a sus enemigos y que esperaba que otros lo perdonaran por cualquier daño que hubiera causado. El 16 de abril, se anunció que tenía la intención de presentarse como candidato en las Elecciones presidenciales de junio de 2005 de Guinea-Bissau. Aunque muchos consideraron que Vieira no era elegible porque había estado viviendo en el exilio y debido a los cargos legales en su contra relacionados con los asesinatos en 1985 de presuntos golpistas, la Corte Suprema lo autorizó para presentarse a las elecciones en mayo de 2005 junto con Yalá. El Tribunal falló por unanimidad a favor de su candidatura alegando que ya había terminado su exilio al regresar en abril y que no se pudieron encontrar registros judiciales de los cargos de asesinato. Su antiguo partido, el PAIGC, respaldó al expresidente interino Malam Bacai Sanhá como su candidato.
En junio de 2005 se celebraron elecciones. Vieira obtuvo un 28,87% de los votos, detrás de su oponente, Malam Bacai Sanhá. En la segunda vuelta, Vieira ganó con un 52,35% de los votos y juró como presidente el 1 de octubre de dicho año.
El 28 de octubre de 2005, Vieira anunció la disolución del gobierno dirigido por su rival, el primer ministro Carlos Gomes Junior, el 2 de noviembre de dicho año, nombrando como primer ministro a Aristides Gomes.
En marzo de 2007, el PAIGC formó una alianza tripartita con el Partido de Renovación Social (PRS) y el Partido Socialdemócrata Unido (PUSD), y los tres partidos buscaron formar un nuevo gobierno.  Esto llevó a una votación de censura exitosa contra Aristides Gomes y su renuncia a fines de mes; el 9 de abril, la elección de los tres partidos para el cargo de primer ministro, Martinho Ndafa Kabi, fue nombrado primer ministro por Vieira. En el gobierno tripartito de Kabi, el ministro del Interior, Baciro Dabo, fue considerado el único aliado cercano de Vieira que fue incluido. [24]Más tarde, después de que el PAIGC se retirara de la alianza tripartita para protestar por las acciones de Kabi, Vieira disolvió la Asamblea Popular Nacional y nombró a Carlos Correia para reemplazar a Kabi como primer ministro el 5 de agosto de 2008. 

## Asesinato
Tras el fallecimiento del general Batista Tagme Na Wai a causa de una Granada la tarde de 1 de marzo de 2009, los milicianos aseguraron que perseguirán a los responsables en un comunicado de radio. Vieira fue alertado por soldados angoleños quienes le ofrecieron ponerse a salvo pero por alguna razón Vieira se negó pero su mujer si fue alojada. 
Más tarde, en la madrugada del 2 de marzo de 2009, a pocas semanas antes de su 70 cumpleaños, el presidente Vieira fue asesinado en un ataque por parte de miembros no identificados de las milicias del Partido Africano para la Independencia de Guinea y Cabo Verde siendo acusado de la autoría el general Zamora Induta. La milicia aseguró que Vieira estaba detrás del asesinato de su líder, jefe de Estado Mayor de las fuerzas armadas de Guinea-Bisáu y oponente de Vieira desde la época del régimen de éste, asesinado la tarde anterior. La agencia France-Presse citó a un médico que participó en la autopsia de Vieira diciendo que Vieira fue "salvajemente golpeado antes de que le dispararan varias balas". Según el Autor británico Frederick Forsyth, quien se encontraba en Bissau en el momento del ataque, alegó un relato más detallado del asesinato del presidente. Afirmó que durante una comida con el patólogo forense que investigaba el caso, se le informó que Vieira fue asesinado a golpes por los soldados que empuñaban machetes en su residencia presidencial. Según este relato, Vieira sobrevivió a una explosión y al colapso del techo de la villa presidencial y luego recibió un disparo cuando salió herido, de los escombros del palacio presidencial; sin embargo, permaneció vivo hasta que lo mataron a golpes de machete y disparos. Forsyth atribuyó los sangrientos eventos al odio mutuo entre Vieira y Tagme Na Waie, y los caracterizó a ambos como personas violentas.
El ejército negó que el asesinato de Vieira supusiera una especie de golpe de Estado y dijo que respetarían el orden constitucional, en consecuencia, el presidente de la Asamblea Popular Nacional , Raimundo Pereira, sucedería a Vieira interinamente hasta la elección de Malam Bacai Sanhá quien falleció tres años después de manera natural.

## Traslado de los restos mortales de Vieira
En noviembre de 2020, el presidente Umaro Sissoco Embaló decidió exhumar el cuerpo y trasladarlo a la Fortaleza São José de Amura Embaló mandó enterrar con honores al damnificado presidente trasladando el cuerpo, que, hasta la fecha estaba enterrado en el cementerio municipal de Bissau, el presidente declaró que Viera era patrimonio nacional de la nación y lo trasladó en la Fortaleza São José de Amura junto a los expresidentes Malam Bacai Sanhá y Kumba Ialá (ambos fallecidos por muerte natural), una decisión que molestó a una de las hijas de Vieira ya que no les consultaron nada sobre la decisión.